# Dendrelaphis tristis
Dendrelaphis tristis  (лат.) — вид змей семейства ужеобразных.
Общая длина достигает 70—90 см. Голова широкая, уплощённая. Морда длинная, её конец округлый. Ноздри по бокам, округлые. Глаза большие с круглыми зрачками. Туловище цилиндрическое, узкое, стройное с килеватой чешуёй. Хвост цепкий, составляет 1/3 тела змеи. В отличие от других видов имеет чешую не только на брюхе, но и на шее.
Окраска спины фиолетово-коричневого или бронзово-коричневого цвета. Передняя часть тела имеет косые чёрные полосы. Язык синего цвета, радужная оболочка глаза золотистая. Брюхо бледно-серое, зелёное или жёлтое.
Любит лесные места обитания, сухие аридные зоны. Встречается на высоте до 750 метров над уровнем моря. Всю жизнь проводит на деревьях, которые растут вблизи воды. Способен «прыгать» на расстояние до 25 метров. Достаточно агрессивная змея. Активна днём. Питается ящерицами, гекконами, древесными лягушками, мелкими птицами и их яйцами.
Это яйцекладущая змея. Самка откладывает в дупле дерева 6—7 продолговатых яиц. Молодые ужи появляются через 4—6 недель длиной 15 см.
Живёт в Пакистане, Западной Индии, Непале, Мьянме, на острове Шри-Ланка.